# Commedia di mezzo
La commedia di mezzo (detta anche "commedia mese", dal greco antico μέση, ossia "di mezzo") è quella che temporalmente si situa tra il Pluto di Aristofane e il Misantropo di Menandro nel mondo greco (IV–III secolo a.C.), cioè tra la commedia antica e la commedia nuova.

## Definizione e conservazione
Non si è conservata alcuna opera completa della commedia di mezzo, ma solo 607 frammenti di 57 poeti, 365 dei quali sono di Antifane di Rodi, il maggiore esponente. Altri autori sono Alessi e Anassandride, oltre Epigene di Atene, i cui frammenti sono stati raccolti da Meineke e Kock.
La principale fonte di brani sulla commedia di mezzo è Ateneo di Naucrati, che ne cita numerosi frammenti nei suoi Deipnosophistai.

## Struttura
La principale caratteristica della mese è la messa in pratica dei cambi scenici (che Aristofane cominciò a eseguire e che in Menandro sono già notevoli), nonché la diminuzione dell'importanza delle parti liriche (ossia i cori).
Per quanto riguarda i testi delle commedie, è data grande importanza alla vita quotidiana della società, mettendo da parte la politica, argomento molto comune nella commedia antica, nella quale, come noto, accanto a personaggi immaginari, erano spesso messi in scena (e sbeffeggiati) personaggi reali della vita politica e sociale della città, come Cleone, Socrate, Euripide nelle commedie di Aristofane che si sono conservate. Nella commedia di mezzo invece i personaggi sono sempre immaginari e raggiungono una certa tipizzazione (il vecchio scorbutico, il giovane amante, lo schiavo astuto e altri)..
Un'altra caratteristica molto comune nella commedia di mezzo è la parodia di episodi famosi della mitologia, ovviamente con un occhio particolare al loro trattamento nella tragedia attica, in special modo in Euripide.